# Wahl zum Schwedischen Reichstag 1936
- SKP: 5
- SP: 6
- S: 112
- B: 36
- FP: 27
- AV: 44

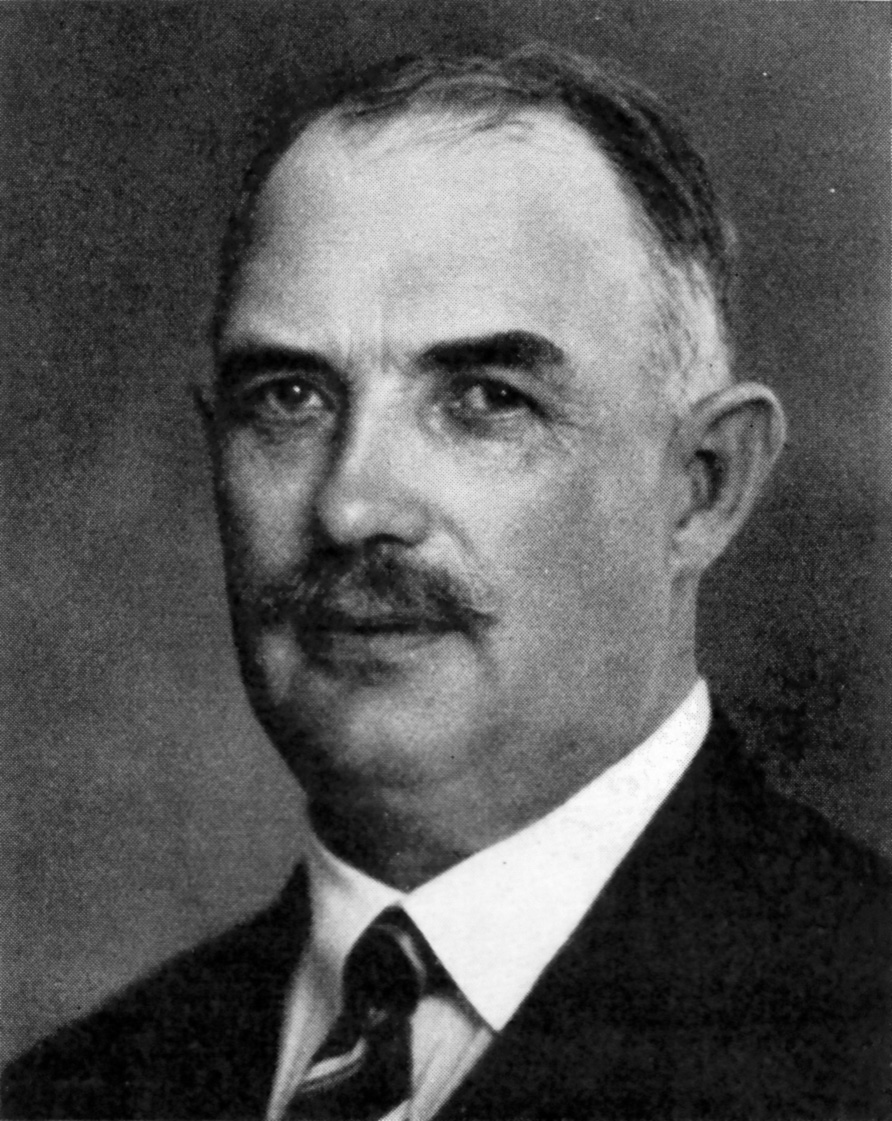
Ministerpräsident Axel Pehrsson-Bramstorp

Nach dem Rücktritt der sozialdemokratischen Regierung wegen einer Abstimmungsniederlage im Reichstag wurde Axel Pehrsson-Bramstorp von Juni bis September 1936 Ministerpräsident. Seine nur aus dem Bauernbund bestehende Minderheitsregierung, in der er zugleich Landwirtschaftsminister war, wurde wegen der kurzen Amtszeit auch als Sommerregierung bezeichnet. Nach der Wahl wurde er wieder Landwirtschaftsminister.
Die Wahl zur Zweiten Kammer des Schwedischen Reichstags am 20. September 1936 brachte erneute Stimmengewinne für die Sozialdemokraten, die eine Koalitionsregierung mit dem Bauernbund eingingen. 
Die seit 1923 gespaltene liberale Partei schloss sich wieder zusammen und nannte sich jetzt „Liberale Volkspartei“. Statt der Kommunisten (nicht Komintern) traten jetzt die Sozialisten an. Die beiden neuen Parteien Nationalsozialistische Arbeiterpartei und Schwedischer Nationalverbund standen der deutschen NSDAP nahe.
| Partei | % Stimmen | Veränderung zu 1932 |
| --- | --------- | ------------------- |
| Sozialdemokraten Sveriges socialdemokratiska arbetareparti                                                    | 45,9 %    | +4,2 %              |
| Konservative Allmänna valmansförbundet (Allgemeiner Wählerbund)                                               | 17,6 %    | −5,5 %              |
| Bauernbund Bondeförbundet                                                                                     | 14,3 %    | +0,2 %              |
| Volkspartei Folkpartiet                                                                                       | 12,9 %    | +0,8 %              |
| Sozialisten Socialistiska partiet                                                                             | 4,4 %     | −0,9 %              |
| Kommunisten Sveriges kommunistiska parti                                                                      | 3,3 %     | +0,3 %              |
| Schwedischer Nationalverbund Sveriges nationella förbund                                                      | 0,9 %     | +0,9 %              |
| Nationalsozialistische Arbeiterpartei Nationalsocialistiska arbetarepartiet                                   | 0,6 %     | +0,6 %              |
| Schwedische Nationalsozialistische Partei Svenska nationalsocialistiska partiet/Nationalsocialistiska blocket | 0,1 %     | −0,5 %              |
| Andere Parteien                                                                                               | 0,0 %     | −0,1 %              |